# Fernanda Baptista
Fernanda Gil Ferreira Martins (Santa Catarina, Lisboa, 7 de maio de 1919 — Cascais, 25 de julho de 2008), com o nome artístico Fernanda Baptista, foi uma fadista e actriz portuguesa, presença assídua no Teatro de Revista.
A criadora de êxitos como "Fado da Carta", desenvolveu uma carreira artística longo de mais de 65 anos, participando em cerca de 50 revistas e operetas, tendo realizado várias digressões, incluindo passagens EUA, Brasil, Argentina e Angola.

## Biografia
Fernanda Baptista, nome artístico de Fernanda Gil Ferreira Martins, nasceu em 7 de maio de 1919, na Travessa do Oleiro n.º 11, freguesia de Santa Catarina, em Lisboa, apesar de constar a data de 11 de maio nos seus documentos identificativos. Era filha de António Ferreira Martins e de Maria Gil, doméstica, ambos naturais de Lisboa (ele da freguesia da Encarnação e ela da freguesia de São Cristóvão e São Lourenço).
Com apenas 10 anos, participou pela primeira vez numa peça de teatro infantil.
A 2 de setembro de 1940, casou civilmente em Lisboa com Jaime Alves Baptista (Mercês, Lisboa, c. 1918), funcionário da Companhia Colonial de Navegação, filho de Manuel do Nascimento Castanheira Baptista, empregado no comércio, e de Maria da Conceição Alves, ambos naturais de Lisboa (ele da freguesia de Santa Justa e ela da freguesia do Socorro). Por sentença de 12 de junho de 1950, os dois divorciaram-se litigiosamente.
Inicialmente costureira de profissão, no começo dos anos quarenta, Fernanda Baptista passa a integrar o cartaz da casa de fados Café Luso, convidada por Filipe Pinto.
A sua estreia no Teatro de Revista aconteceu em 1945 quando, convidada pelo maestro e compositor João Nobre, participou em Banhos de Sol, chegando a primeira figura de várias operetas e revistas, como Chuva de Mulheres e Fonte Luminosa.
Fernanda Baptista recebeu, juntamente com Raul Ferrão, o "Prémio Del Negro" (1946/1947) do SNI, atribuído a autores da letra e da música e artista intérprete do melhor número de canto de revista, por "Trapeiras de Lisboa" incluída da peça Canções Unidas.
Além do "Fado da Carta" (João Nobre/Amadeu do Vale), entre os sucessos da artista encontram-se "Saudades de Júlia Mendes", "Fui ao Baile", "Trapeiras de Lisboa", "Pedrinha da Rua", "Fado Toureiro" ou "Fado das Sombras".
Assinalando os seus 50 anos de carreira, realizou-se em 29 de abril de 1996 um concerto no Teatro São Luiz que contou com a participação de nomes como Anita Guerreiro, Deolinda Rodrigues, Maria Valejo, Maria José Valério, Fernando Maurício ou Carlos Zel.
A sua última presença em palco foi no musical Canção de Lisboa de Filipe La Féria, em 2005.
Fernanda Baptista morreu em 25 de Julho de 2008, em Cascais.

## Reconhecimento
Em 2003, foi feita Comendadeira da Ordem do Mérito, a 5 de fevereiro, por Jorge Sampaio.
Em 2008, recebeu da Câmara Municipal de Lisboa a Medalha de Mérito Municipal, no seu Grau Ouro, a par de Maria Eugénia, Milú e Nini Remartinez (Irmãs Remartinez).
A fadista é recordada na toponímia de localidades como Sintra (2017), Cascais ou Seixal. 

## Discografia

### Compilações
- 1998 - Colecção O Melhor dos Melhores (n.º 6) (CD, Movieplay)[10]

- 2005 - Fernanda Baptista: A Maior Voz do Teatro de Revista (CD, Movieplay Portuguesa)[11]

## Teatro
| Ano  | Nome                     | Notas               |
| ---- | ------------------------ | ------------------- |
| 1946 | As Canções Unidas        | [ 12 ] [ 4 ] [ 13 ] |
| 1947 | Sua Majestade, o Amor    | [ 14 ]              |
| 1947 | Salada de Alface         | [ 13 ]              |
| 1947 | Ó Ai Ó Linda             | [ 12 ] [ 13 ]       |
| 1948 | Tico-tico                | [ 12 ] [ 13 ]       |
| 1948 | O Pirata da Perna de Pau | [ 12 ] [ 13 ]       |
| 1949 | O que se Leva desta Vida | [ 12 ] [ 13 ]       |
| 1951 | Não me Digas             | [ 12 ] [ 13 ]       |
| 1951 | Ó Papão, Vai-te Embora!  | [ 12 ] [ 13 ]       |
| 1952 | Rebola a Bola            | [ 12 ] [ 13 ]       |
| 1952 | Tudo Isto é Fado         | [ 12 ] [ 13 ]       |
| 1954 | Cala o Bico!             | [ 12 ] [ 13 ]       |
| 1954 | Como é o Tempero?        | [ 12 ] [ 13 ]       |
| 1955 | Cidade Maravilhosa       | [ 12 ] [ 13 ]       |
| 1961 | Não Brinques Comigo      | [ 12 ] [ 13 ]       |
| 1961 | O Trunfo É Espadas!      | [ 12 ] [ 13 ]       |
| 1969 | Ena já Fala!             | [ 13 ]              |
| 1970 | Pega de Caras            | [ 12 ] [ 13 ]       |
| 1972 | Cortar na Casaca         | [ 13 ]              |
| 1974 | À Pai Adão               | [ 12 ] [ 13 ]       |
| 1974 | Dentadinhas na Maçã      | [ 12 ] [ 13 ]       |
| 1975 | As Escandalosas          | [ 13 ]              |
| 1975 | A Mão no Ar e o Pé Atrás | [ 13 ]              |